# Västerås ångkraftverk

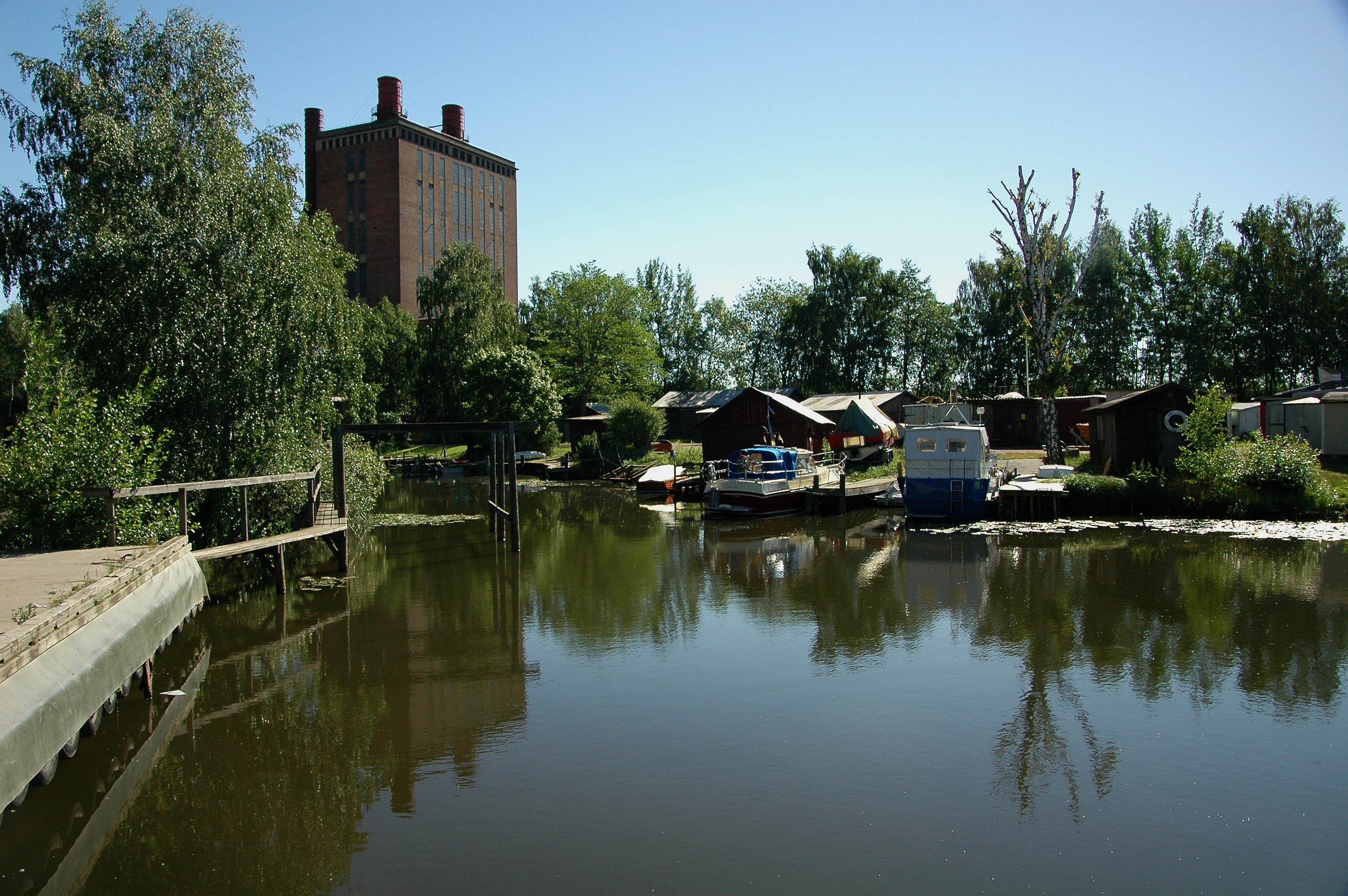
Kraftverket sett från Mälaren.

Västerås ångkraftverk är ett numera avvecklat kondenskraftverk i Västerås. Det togs i drift 1917 och avvecklades slutgiltigt 1992. Det är numera byggnadsminnesförklarat. Stadsarkitekten Erik Hahr ritade byggnadens fasader. 

## Historia
Kraftverket började byggas 1915 av Kungliga vattenfallsstyrelsen och stod klart 1917. Anläggningen hade från början fyra ångpannor. Tanken var att det skulle användas som reservkraft åt det nyligen byggda vattenkraftverket Älvkarleby kraftverk. Västerås var också passande som knutpunkt när Sveriges nordliga och sydliga elnät skulle byggas ihop. Kraftverket byggdes snabbt ut och hade i slutet av 1920-talet 10 pannor.
1931 byggdes den första av de fyra tornpannorna, vilka ger kraftverket sin i Västerås välkända profil. De tidigare pannorna hade varit liggande och därmed inte lika synliga. Den andra tornpannan stod klar 1937 och var då Europas största av sitt slag. Pannan gjorde kraftverket känt även internationellt, inte minst för att den kunde startas på mycket kort tid, vilket är eftersträvansvärt för ett reservkraftverk. Man introducerade samtidigt rökgasrening. Ytterligare två tornpannor byggdes mellan 1947 och 1952. Samtidigt tillkom de två sista turbingeneratorerna, man hade nu sammanlagt sju stycken.
När fjärrvärmen under 1950-talet började byggas ut i staden kompletterades elproduktionen med en panna för värmeproduktion. Detta blev den sista pannan som byggdes i kraftverket, och samtidigt skrotades de äldre, liggande pannorna. På 1960-talet byggde Västerås stad ett eget kraftvärmeverk och denna produktion blev därmed överflödig. Under 1970-talet började även kraftverkets tillskott till elproduktionen bli överflödigt, inte minst på grund av utbyggnaden av kärnkraft. Beslut om nedläggning kom 1982 men det avvecklades inte fullt ut förrän 1992.
1998 köptes byggnaden av Peab. Året efter byggnadsminnesförklarades den av Länsstyrelsen. Långa diskussioner om hur den gamla byggnaden skulle utnyttjas följde. 2005 presenterades en idé om att bygga om den till ett kombinerat museum och äventyrsbad som fick stöd från kommunen. Projektet går under namnet Kokpunkten. Actionbadet Kokpunkten öppnades 2014. Steam Hotel öppnades 2017. Det är byggt i tornpannorna 12 - 14 och innehåller även restauranger och konferensanläggning.